# Milan-San Remo 2024
La 115e édition de Milan-San Remo a lieu le 16 mars 2024 sur une distance de 288 km en Italie, entre Pavie et Sanremo. Elle fait partie du calendrier UCI World Tour 2024 en catégorie 1.UWT. Elle est remportée par le Belge Jasper Philipsen (Alpecin-Deceuninck).

## Présentation

### Parcours
Le parcours est dévoilé le 12 février 2024. Le départ est donné pour la première fois dans la ville de Pavie située à une quarantaine de kilomètres au sud de Milan. Les côtes sont les mêmes que celles gravies lors de l'édition 2023. Bien que la course comptabilise 288 km, il s'agit de l'édition la plus courte (pour quelques kilomètres) depuis celle de 1981. Après 44 km, la course retrouve son parcours classique.
Les côtes ou capi de cette édition 2024 sont :
- le Passo del Turchino après 138,3 km soit à 149,7 km de l'arrivée,
- le Capo Mele après 236,4 km soit à 51,6 km de l'arrivée,
- le Capo Cervo après 241,3 km soit à 46,7 km de l'arrivée,
- le Capo Berta après 249,1 km soit à 38,9 km de l'arrivée,
- la Cipressa — 5,6 km à 4,1 % — après 266,3 km soit à 21,7 km de l'arrivée,
- le Poggio di San Remo — 3,7 km à 4 %, pente maximale à 8 % — après 282,4 km soit à 5,6 km de l'arrivée.

### Équipes
Milan-San Remo figurant au calendrier du World Tour, les 18 UCI WorldTeams sont présentes, auxquelles il faut ajouter 7 UCI ProTeams invitées. 
| WorldTeams (18)- Alpecin-Deceuninck - Arkéa-B&B Hotels - Astana Qazaqstan Team - Bahrain Victorious - Bora-Hansgrohe - Cofidis - Decathlon-AG2R La Mondiale - EF Education-EasyPost - Groupama-FDJ - Ineos Grenadiers - Intermarché-Wanty - Lidl-Trek - Movistar Team - Soudal Quick-Step - Team dsm-firmenich PostNL - Team Jayco AlUla - Team Visma \| Lease a Bike - UAE Team Emirates ProTeams (7)- Israel-Premier Tech - Lotto Dstny - Corratec-Vini Fantini - Polti Kometa - Tudor Pro Cycling Team - Uno-X Mobility - VF Group-Bardiani CSF-Faizané |
| |

### Principaux favoris
Deux grands favoris se dégagent pour la victoire de l'édition 2024 : le vainqueur de 2023 Mathieu van der Poel qui effectue sa reprise sur route et le Slovène Tadej Pogačar, très dominant sur les Strade Bianche,. Les qualités de descendeur de Matej Mohorič, vainqueur en 2022, le placent aussi parmi les favoris comme Filippo Ganna, troisième en 2023, malgré un début de saison 2024 en demi teinte à l'instar de Tom Pidcock. S'ils parviennent à passer le Poggio dans le groupe de tête, les sprinteurs Jasper Philipsen, Michael Matthews, Biniam Girmay, Christophe Laporte, Jonathan Milan, Olav Kooij ou Mads Pedersen peuvent espérer lever les bras sur la Via Roma.

## Récit de la course
Partie dès les premiers kilomètres de la course, la traditionnelle échappée compte dix hommes. Ces coureurs principalement italiens sont : Valerio Conti, Kyrylo Tsarenko, Davide Baldaccini (Corratec), Andrea Pietrobon, Davide Bais, Mirco Maestri (Polti Kometa), Alessandro Tonelli (VF Group-Bardiani CSF), Romain Combaud (DSM - Firmenich PostNL), Sergio Samitier (Movistar) et Samuele Zoccarato (VF Group-Bardiani CSF). Cependant, le peloton ne laisse aux fuyards un avantage dépassant les trois minutes. Dans la montée de la Cipressa, le groupe de tête commence à perdre des unités alors que le peloton se rapproche à moins d'une minute. 
Dans la descente de la Cipressa, alors qu'ils ne comptent plus qu'une poignée de secondes d'avance sur le peloton, les deux premiers du groupe de tête chutent et le regroupement avec le peloton s'opère. Profitant d'un moment de répit, Davide Bais, membre du groupe des attaquants de la première heure, repart de plus belle mais est repris par le peloton qui compte encore une trentaine de coureurs avant le pied du Poggio. 
Dans la montée du Poggio, Tim Wellens (UAE Emirates) imprime un rythme élevé pour son leader Tadej Pogačar qui attaque une première fois à 1 kilomètre du sommet puis une seconde fois dans 200 derniers mètres de la montée. Mathieu van der Poel (Alpecin Deceuninck) finit par le rattraper au sommet et les deux hommes passent en tête au sommet avec quelques mètres d'avance sur les premiers poursuivants.
Dans la descente du Poggio, un groupe d'une douzaine d'hommes se forme en tête de la course. Dans le bas de la descente, Matej Mohorič (Bahrain Victorious) attaque mais en vain. À 1 200 m de l'arrivée, c'est Matteo Sobrero (Bora-Hansgrohe) qui tente sa chance mais il est repris par Tom Pidcock qui attaque à son tour à 500 mètres du terme. Mais Pidcock est rattrapé aux 200 mètres principalement grâce au travail de van der Poel pour son équipier Philipsen. Les sprinteurs se jouent la victoire. Sur la Via Roma, Jasper Philipsen (Alpecin Deceuninck) s'impose d'une dizaine de centimètres devant Michael Matthews (Jayco AlUla) et remporte son premier Monument. Tadej Pogačar complète le podium.
Avec une moyenne horaire de 46,11 km/h, il s'agit de l'édition la plus rapide de l'histoire.

## Classements

### Classement de la course
| \| Classement général \| Classement général \| Classement général \| Classement général \| Classement général \| \| Coureur \| Coureur \| Pays \| Équipe \| Temps \| \| ------------------ \| -------------------- \| ------------------ \| -------------------------- \| ------------------ \| \| 1er \| Jasper Philipsen \| Belgique \| Alpecin-Deceuninck \| 6 h 14 min 44 s \| \| 2e \| Michael Matthews \| Australie \| Team Jayco AlUla \| + 0 s \| \| 3e \| Tadej Pogačar \| Slovénie \| UAE Team Emirates \| + 0 s \| \| 4e \| Mads Pedersen \| Danemark \| Lidl-Trek \| + 0 s \| \| 5e \| Alberto Bettiol \| Italie \| EF Education-EasyPost \| + 0 s \| \| 6e \| Matej Mohorič \| Slovénie \| Bahrain Victorious \| + 0 s \| \| 7e \| Maxim Van Gils \| Belgique \| Lotto Dstny \| + 0 s \| \| 8e \| Jasper Stuyven \| Belgique \| Lidl-Trek \| + 0 s \| \| 9e \| Julian Alaphilippe \| France \| Soudal Quick-Step \| + 0 s \| \| 10e \| Mathieu van der Poel \| Pays-Bas \| Alpecin-Deceuninck \| + 0 s \| \| 11e \| Tom Pidcock \| Royaume-Uni \| Ineos Grenadiers \| + 0 s \| \| 12e \| Matteo Sobrero \| Italie \| Bora-Hansgrohe \| + 0 s \| \| 13e \| Casper Pedersen \| Danemark \| Soudal Quick-Step \| + 35 s \| \| 14e \| Olav Kooij \| Pays-Bas \| Team Visma \\| Lease a Bike \| + 35 s \| \| 15e \| Laurence Pithie \| Nouvelle-Zélande \| Groupama-FDJ \| + 35 s \| \| 16e \| Kasper Asgreen \| Danemark \| Soudal Quick-Step \| + 35 s \| \| 17e \| Corbin Strong \| Nouvelle-Zélande \| Israel-Premier Tech \| + 35 s \| \| 18e \| Simon Clarke \| Australie \| Israel-Premier Tech \| + 35 s \| \| 19e \| Quentin Pacher \| France \| Groupama-FDJ \| + 35 s \| \| 20e \| Benoît Cosnefroy \| France \| Decathlon-AG2R La Mondiale \| + 35 s \| |                      |                  |                            |                 |
| |                      |                  |                            |                 |
| Source : ProCyclingStats |                      |                  |                            |                 |
| Classement général |                      |                  |                            |                 |
| Coureur | Coureur              | Pays             | Équipe                     | Temps           |
| 1er | Jasper Philipsen     | Belgique         | Alpecin-Deceuninck         | 6 h 14 min 44 s |
| 2e | Michael Matthews     | Australie        | Team Jayco AlUla           | + 0 s           |
| 3e | Tadej Pogačar        | Slovénie         | UAE Team Emirates          | + 0 s           |
| 4e | Mads Pedersen        | Danemark         | Lidl-Trek                  | + 0 s           |
| 5e | Alberto Bettiol      | Italie           | EF Education-EasyPost      | + 0 s           |
| 6e | Matej Mohorič        | Slovénie         | Bahrain Victorious         | + 0 s           |
| 7e | Maxim Van Gils       | Belgique         | Lotto Dstny                | + 0 s           |
| 8e | Jasper Stuyven       | Belgique         | Lidl-Trek                  | + 0 s           |
| 9e | Julian Alaphilippe   | France           | Soudal Quick-Step          | + 0 s           |
| 10e | Mathieu van der Poel | Pays-Bas         | Alpecin-Deceuninck         | + 0 s           |
| 11e | Tom Pidcock          | Royaume-Uni      | Ineos Grenadiers           | + 0 s           |
| 12e | Matteo Sobrero       | Italie           | Bora-Hansgrohe             | + 0 s           |
| 13e | Casper Pedersen      | Danemark         | Soudal Quick-Step          | + 35 s          |
| 14e | Olav Kooij           | Pays-Bas         | Team Visma \| Lease a Bike | + 35 s          |
| 15e | Laurence Pithie      | Nouvelle-Zélande | Groupama-FDJ               | + 35 s          |
| 16e | Kasper Asgreen       | Danemark         | Soudal Quick-Step          | + 35 s          |
| 17e | Corbin Strong        | Nouvelle-Zélande | Israel-Premier Tech        | + 35 s          |
| 18e | Simon Clarke         | Australie        | Israel-Premier Tech        | + 35 s          |
| 19e | Quentin Pacher       | France           | Groupama-FDJ               | + 35 s          |
| 20e | Benoît Cosnefroy     | France           | Decathlon-AG2R La Mondiale | + 35 s          |

### Classement UCI
La course attribue des points au Classement mondial UCI 2024 selon le barème suivant :
| Position           | 1er | 2e  | 3e  | 4e  | 5e  | 6e  | 7e  | 8e  | 9e  | 10e | 11e | 12e | 13e | 14e | 15e | 16e à 20e | 21e à 30e | 31e à 50e | 51e à 55e | 56e à 60e |
| Classement général | 800 | 640 | 520 | 440 | 360 | 280 | 240 | 200 | 160 | 135 | 110 | 95  | 85  | 65  | 55  | 50        | 30        | 15        | 10        | 5         |

## Liste des participants
| Alpecin-Deceuninck ADC | Alpecin-Deceuninck ADC             | Alpecin-Deceuninck ADC |
| ---------------------- | ---------------------------------- | ---------------------- |
| Num                    | Coureur                            | Pos                    |
| 1                      | Mathieu van der Poel (NED) (route) | 10e                    |
| 2                      | Silvan Dillier (SUI)               | 163e                   |
| 3                      | Søren Kragh Andersen (DEN)         | 31e                    |
| 4                      | Axel Laurance (FRA)                | 75e                    |
| 5                      | Xandro Meurisse (BEL)              | 105e                   |
| 6                      | Jasper Philipsen (BEL)             | 1er                    |
| 7                      | Gianni Vermeersch (BEL)            | 57e                    |

| Arkéa-B&B Hotels ARK | Arkéa-B&B Hotels ARK      | Arkéa-B&B Hotels ARK |
| -------------------- | ------------------------- | -------------------- |
| Num                  | Coureur                   | Pos                  |
| 11                   | Arnaud Démare (FRA)       | 43e                  |
| 12                   | Vincenzo Albanese (ITA)   | 24e                  |
| 13                   | Clément Champoussin (FRA) | 129e                 |
| 14                   | Mathis Le Berre (FRA)     | 104e                 |
| 15                   | Thibault Guernalec (FRA)  | 128e                 |
| 16                   | Łukasz Owsian (POL)       | 153e                 |
| 17                   | Miles Scotson (AUS)       | 146e                 |

| Astana Qazaqstan Team AST | Astana Qazaqstan Team AST     | Astana Qazaqstan Team AST |
| ------------------------- | ----------------------------- | ------------------------- |
| Num                       | Coureur                       | Pos                       |
| 21                        | Simone Velasco (ITA) (route)  | 25e                       |
| 22                        | Samuele Battistella (ITA)     | 22e                       |
| 23                        | Cees Bol (NED)                | 150e                      |
| 24                        | Yevgeniy Fedorov (KAZ)        | 91e                       |
| 25                        | Michele Gazzoli (ITA)         | 83e                       |
| 26                        | Alexey Lutsenko (KAZ) (route) | 114e                      |
| 27                        | Christian Scaroni (ITA)       | 36e                       |

| Bora-Hansgrohe BOH | Bora-Hansgrohe BOH     | Bora-Hansgrohe BOH |
| ------------------ | ---------------------- | ------------------ |
| Num                | Coureur                | Pos                |
| 31                 | Danny van Poppel (NED) | 101e               |
| 32                 | Giovanni Aleotti (ITA) | 38e                |
| 33                 | Nico Denz (GER)        | 45e                |
| 34                 | Patrick Gamper (AUT)   | 135e               |
| 35                 | Marco Haller (AUT)     | 37e                |
| 36                 | Ryan Mullen (IRL)      | 156e               |
| 37                 | Matteo Sobrero (ITA)   | 12e                |

| Cofidis COF | Cofidis COF                | Cofidis COF |
| ----------- | -------------------------- | ----------- |
| Num         | Coureur                    | Pos         |
| 41          | Benjamin Thomas (FRA)      | AB          |
| 42          | Thomas Champion (FRA)      | 164e        |
| 43          | Nicolas Debeaumarché (FRA) | 159e        |
| 44          | Simon Geschke (GER)        | 62e         |
| 45          | Stefano Oldani (ITA)       | 98e         |
| 46          | Harrison Wood (GBR)        | 127e        |
| 47          | Axel Zingle (FRA)          | 41e         |

| Team Corratec-Vini Fantini COR | Team Corratec-Vini Fantini COR | Team Corratec-Vini Fantini COR |
| ------------------------------ | ------------------------------ | ------------------------------ |
| Num                            | Coureur                        | Pos                            |
| 51                             | Niccolò Bonifazio (ITA)        | 68e                            |
| 52                             | Davide Baldaccini (ITA)        | 154e                           |
| 53                             | Valerio Conti (ITA)            | 123e                           |
| 54                             | Lorenzo Quartucci (ITA)        | 95e                            |
| 55                             | Kristian Sbaragli (ITA)        | 84e                            |
| 56                             | Kyrylo Tsarenko (UKR)          | 78e                            |
| 57                             | Marco Murgano (ITA)            | 155e                           |

| Decathlon-AG2R La Mondiale DAT | Decathlon-AG2R La Mondiale DAT | Decathlon-AG2R La Mondiale DAT |
| ------------------------------ | ------------------------------ | ------------------------------ |
| Num                            | Coureur                        | Pos                            |
| 61                             | Benoît Cosnefroy (FRA)         | 20e                            |
| 62                             | Edvald Boasson Hagen (NOR)     | 97e                            |
| 63                             | Oliver Naesen (BEL)            | 106e                           |
| 64                             | Dries De Bondt (BEL)           | 110e                           |
| 65                             | Sander De Pestel (BEL)         | 130e                           |
| 66                             | Andrea Vendrame (ITA)          | 74e                            |
| 67                             | Lawrence Warbasse (USA)        | 109e                           |

| EF Education-EasyPost EFE | EF Education-EasyPost EFE | EF Education-EasyPost EFE |
| ------------------------- | ------------------------- | ------------------------- |
| Num                       | Coureur                   | Pos                       |
| 71                        | Alberto Bettiol (ITA)     | 5e                        |
| 72                        | Andrey Amador (CRC)       | 148e                      |
| 73                        | Jonas Rutsch (GER)        | 92e                       |
| 74                        | Harry Sweeny (AUS)        | 79e                       |
| 75                        | Yuhi Todome (JPN)         | 94e                       |
| 76                        | Michael Valgren (DEN)     | 100e                      |
| 77                        | Marijn van den Berg (NED) | 59e                       |

| Groupama-FDJ GFC | Groupama-FDJ GFC        | Groupama-FDJ GFC |
| ---------------- | ----------------------- | ---------------- |
| Num              | Coureur                 | Pos              |
| 81               | Stefan Küng (SUI)       | 23e              |
| 82               | Sven Erik Bystrøm (NOR) | 52e              |
| 83               | Lorenzo Germani (ITA)   | 152e             |
| 84               | Quentin Pacher (FRA)    | 19e              |
| 85               | Laurence Pithie (NZL)   | 15e              |
| 86               | Clément Russo (FRA)     | 124e             |
| 87               | Samuel Watson (GBR)     | 80e              |

| Ineos Grenadiers IGD | Ineos Grenadiers IGD     | Ineos Grenadiers IGD |
| -------------------- | ------------------------ | -------------------- |
| Num                  | Coureur                  | Pos                  |
| 91                   | Filippo Ganna (ITA)      | 40e                  |
| 92                   | Michał Kwiatkowski (POL) | 54e                  |
| 93                   | Jhonatan Narváez (ECU)   | 35e                  |
| 94                   | Tom Pidcock (GBR)        | 11e                  |
| 95                   | Luke Rowe (GBR)          | 131e                 |
| 96                   | Ben Swift (GBR)          | 113e                 |
| 97                   | Salvatore Puccio (ITA)   | AB                   |

| Intermarché-Wanty IWA | Intermarché-Wanty IWA  | Intermarché-Wanty IWA |
| --------------------- | ---------------------- | --------------------- |
| Num                   | Coureur                | Pos                   |
| 101                   | Biniam Girmay (ERI)    | 27e                   |
| 102                   | Lilian Calmejane (FRA) | 53e                   |
| 103                   | Tom Paquot (BEL)       | 162e                  |
| 104                   | Dion Smith (NZL)       | 58e                   |
| 105                   | Mike Teunissen (NED)   | 61e                   |
| 106                   | Gijs Van Hoecke (BEL)  | 144e                  |
| 107                   | Georg Zimmermann (GER) | 39e                   |

| Israel-Premier Tech IPT | Israel-Premier Tech IPT | Israel-Premier Tech IPT |
| ----------------------- | ----------------------- | ----------------------- |
| Num                     | Coureur                 | Pos                     |
| 111                     | Simon Clarke (AUS)      | 18e                     |
| 112                     | Guillaume Boivin (CAN)  | 103e                    |
| 113                     | Jakob Fuglsang (DEN)    | 142e                    |
| 114                     | Hugo Houle (CAN)        | 77e                     |
| 115                     | Ethan Vernon (GBR)      | 90e                     |
| 116                     | Riley Sheehan (USA)     | 107e                    |
| 117                     | Corbin Strong (NZL)     | 17e                     |

| Lidl-Trek LTK | Lidl-Trek LTK              | Lidl-Trek LTK |
| ------------- | -------------------------- | ------------- |
| Num           | Coureur                    | Pos           |
| 121           | Mads Pedersen (DEN)        | 4e            |
| 122           | Jacopo Mosca (ITA)         | 132e          |
| 123           | Ryan Gibbons (RSA) (route) | 136e          |
| 124           | Alex Kirsch (LUX) (route)  | 102e          |
| 125           | Jonathan Milan (ITA)       | 69e           |
| 126           | Toms Skujiņš (LAT)         | 32e           |
| 127           | Jasper Stuyven (BEL)       | 8e            |

| Lotto Dstny LTD | Lotto Dstny LTD          | Lotto Dstny LTD |
| --------------- | ------------------------ | --------------- |
| Num             | Coureur                  | Pos             |
| 131             | Maxim Van Gils (BEL)     | 7e              |
| 132             | Cédric Beullens (BEL)    | 93e             |
| 133             | Victor Campenaerts (BEL) | 29e             |
| 134             | Jasper De Buyst (BEL)    | AB              |
| 135             | Jarrad Drizners (AUS)    | AB              |
| 136             | Pascal Eenkhoorn (NED)   | 70e             |
| 137             | Jacopo Guarnieri (ITA)   | 147e            |

| Movistar Team MOV | Movistar Team MOV     | Movistar Team MOV |
| ----------------- | --------------------- | ----------------- |
| Num               | Coureur               | Pos               |
| 141               | Davide Cimolai (ITA)  | 149e              |
| 142               | Jon Barrenetxea (ESP) | 42e               |
| 143               | Carlos Canal (ESP)    | 49e               |
| 144               | Lorenzo Milesi (ITA)  | 87e               |
| 145               | Manlio Moro (ITA)     | 126e              |
| 146               | Sergio Samitier (ESP) | 160e              |
| 147               | Gonzalo Serrano (ESP) | 26e               |

| Soudal Quick-Step SOQ | Soudal Quick-Step SOQ    | Soudal Quick-Step SOQ |
| --------------------- | ------------------------ | --------------------- |
| Num                   | Coureur                  | Pos                   |
| 151                   | Julian Alaphilippe (FRA) | 9e                    |
| 152                   | Kasper Asgreen (DEN)     | 16e                   |
| 153                   | Mattia Cattaneo (ITA)    | 76e                   |
| 154                   | Josef Černý (CZE)        | 143e                  |
| 155                   | Luke Lamperti (USA)      | 108e                  |
| 156                   | Gianni Moscon (ITA)      | 55e                   |
| 157                   | Casper Pedersen (DEN)    | 13e                   |

| Team dsm-firmenich PostNL DFP | Team dsm-firmenich PostNL DFP | Team dsm-firmenich PostNL DFP |
| ----------------------------- | ----------------------------- | ----------------------------- |
| Num                           | Coureur                       | Pos                           |
| 161                           | Kevin Vermaerke (USA)         | 48e                           |
| 162                           | Patrick Bevin (NZL)           | AB                            |
| 163                           | Pavel Bittner (CZE)           | 82e                           |
| 164                           | Romain Combaud (FRA)          | 72e                           |
| 165                           | Alexander Edmondson (AUS)     | AB                            |
| 166                           | Chris Hamilton (AUS)          | 64e                           |
| 167                           | Martijn Tusveld (NED)         | 151e                          |

| Team Jayco AlUla JAY | Team Jayco AlUla JAY       | Team Jayco AlUla JAY |
| -------------------- | -------------------------- | -------------------- |
| Num                  | Coureur                    | Pos                  |
| 171                  | Michael Matthews (AUS)     | 2e                   |
| 172                  | Lucas Hamilton (AUS)       | 118e                 |
| 173                  | Alessandro De Marchi (ITA) | 117e                 |
| 174                  | Luke Durbridge (AUS)       | 157e                 |
| 175                  | Michael Hepburn (AUS)      | AB                   |
| 176                  | Davide De Pretto (ITA)     | 28e                  |
| 177                  | Luke Plapp (AUS) (route)   | 65e                  |

| Team Polti Kometa PTK | Team Polti Kometa PTK     | Team Polti Kometa PTK |
| --------------------- | ------------------------- | --------------------- |
| Num                   | Coureur                   | Pos                   |
| 181                   | Giovanni Lonardi (ITA)    | 86e                   |
| 182                   | Davide Bais (ITA)         | 81e                   |
| 183                   | Mattia Bais (ITA)         | 122e                  |
| 184                   | Germán Darío Gómez (COL)  | 139e                  |
| 185                   | Mirco Maestri (ITA)       | 44e                   |
| 186                   | Andrea Pietrobon (ITA)    | AB                    |
| 187                   | Diego Pablo Sevilla (ESP) | 51e                   |

| Team Visma \| Lease a Bike TVL | Team Visma \| Lease a Bike TVL   | Team Visma \| Lease a Bike TVL |
| ------------------------------ | -------------------------------- | ------------------------------ |
| Num                            | Coureur                          | Pos                            |
| 191                            | Christophe Laporte (FRA) (route) | AB                             |
| 192                            | Olav Kooij (NED)                 | 14e                            |
| 193                            | Johannes Staune-Mittet (NOR)     | 60e                            |
| 194                            | Tosh Van der Sande (BEL)         | 141e                           |
| 195                            | Mick van Dijke (NED)             | 119e                           |
| 196                            | Tim van Dijke (NED)              | 158e                           |
| 197                            | Julien Vermote (BEL)             | 137e                           |

| Tudor Pro Cycling Team TUD | Tudor Pro Cycling Team TUD | Tudor Pro Cycling Team TUD |
| -------------------------- | -------------------------- | -------------------------- |
| Num                        | Coureur                    | Pos                        |
| 201                        | Matteo Trentin (ITA)       | 21e                        |
| 202                        | Alexander Kamp (DEN)       | 161e                       |
| 203                        | Petr Kelemen (CZE)         | 140e                       |
| 204                        | Arthur Kluckers (LUX)      | AB                         |
| 205                        | Alexander Krieger (GER)    | 138e                       |
| 206                        | Marius Mayrhofer (GER)     | 111e                       |
| 207                        | Rick Pluimers (NED)        | AB                         |

| UAE Team Emirates UAD | UAE Team Emirates UAD       | UAE Team Emirates UAD |
| --------------------- | --------------------------- | --------------------- |
| Num                   | Coureur                     | Pos                   |
| 211                   | Tadej Pogačar (SLO) (route) | 3e                    |
| 212                   | Alessandro Covi (ITA)       | 115e                  |
| 213                   | Isaac Del Toro (MEX)        | 73e                   |
| 214                   | Marc Hirschi (SUI) (route)  | 112e                  |
| 215                   | Domen Novak (SLO)           | 125e                  |
| 216                   | Diego Ulissi (ITA)          | 71e                   |
| 217                   | Tim Wellens (BEL)           | 56e                   |

| Uno-X Mobility UXM | Uno-X Mobility UXM             | Uno-X Mobility UXM |
| ------------------ | ------------------------------ | ------------------ |
| Num                | Coureur                        | Pos                |
| 221                | Alexander Kristoff (NOR)       | 85e                |
| 222                | Jonas Abrahamsen (NOR)         | 34e                |
| 223                | Fredrik Dversnes (NOR) (route) | 47e                |
| 224                | Stian Fredheim (NOR)           | 89e                |
| 225                | Odd Christian Eiking (NOR)     | 33e                |
| 226                | Jonas Iversby Hvideberg (NOR)  | 134e               |
| 227                | Søren Wærenskjold (NOR)        | 133e               |

| VF Group-Bardiani CSF-Faizanè VBF | VF Group-Bardiani CSF-Faizanè VBF | VF Group-Bardiani CSF-Faizanè VBF |
| --------------------------------- | --------------------------------- | --------------------------------- |
| Num                               | Coureur                           | Pos                               |
| 231                               | Davide Gabburo (ITA)              | 96e                               |
| 232                               | Filippo Magli (ITA)               | 50e                               |
| 233                               | Martin Marcellusi (ITA)           | 116e                              |
| 234                               | Alessio Martinelli (ITA)          | 67e                               |
| 235                               | Alessandro Tonelli (ITA)          | 66e                               |
| 236                               | Enrico Zanoncello (ITA)           | 88e                               |
| 237                               | Samuele Zoccarato (ITA)           | 63e                               |

| Bahrain Victorious TBV | Bahrain Victorious TBV    | Bahrain Victorious TBV |
| ---------------------- | ------------------------- | ---------------------- |
| Num                    | Coureur                   | Pos                    |
| 241                    | Matej Mohorič (SLO)       | 6e                     |
| 242                    | Nikias Arndt (GER)        | 46e                    |
| 243                    | Nicolò Buratti (ITA)      | 120e                   |
| 244                    | Matevž Govekar (SLO)      | 145e                   |
| 245                    | Fran Miholjević (CRO)     | 121e                   |
| 246                    | Andrea Pasqualon (ITA)    | 99e                    |
| 247                    | Fred Wright (GBR) (route) | 30e                    |

| Alpecin-Deceuninck ADC | Alpecin-Deceuninck ADC             | Alpecin-Deceuninck ADC |
| ---------------------- | ---------------------------------- | ---------------------- |
| Num                    | Coureur                            | Pos                    |
| 1                      | Mathieu van der Poel (NED) (route) | 10e                    |
| 2                      | Silvan Dillier (SUI)               | 163e                   |
| 3                      | Søren Kragh Andersen (DEN)         | 31e                    |
| 4                      | Axel Laurance (FRA)                | 75e                    |
| 5                      | Xandro Meurisse (BEL)              | 105e                   |
| 6                      | Jasper Philipsen (BEL)             | 1er                    |
| 7                      | Gianni Vermeersch (BEL)            | 57e                    |

| Arkéa-B&B Hotels ARK | Arkéa-B&B Hotels ARK      | Arkéa-B&B Hotels ARK |
| -------------------- | ------------------------- | -------------------- |
| Num                  | Coureur                   | Pos                  |
| 11                   | Arnaud Démare (FRA)       | 43e                  |
| 12                   | Vincenzo Albanese (ITA)   | 24e                  |
| 13                   | Clément Champoussin (FRA) | 129e                 |
| 14                   | Mathis Le Berre (FRA)     | 104e                 |
| 15                   | Thibault Guernalec (FRA)  | 128e                 |
| 16                   | Łukasz Owsian (POL)       | 153e                 |
| 17                   | Miles Scotson (AUS)       | 146e                 |

| Astana Qazaqstan Team AST | Astana Qazaqstan Team AST     | Astana Qazaqstan Team AST |
| ------------------------- | ----------------------------- | ------------------------- |
| Num                       | Coureur                       | Pos                       |
| 21                        | Simone Velasco (ITA) (route)  | 25e                       |
| 22                        | Samuele Battistella (ITA)     | 22e                       |
| 23                        | Cees Bol (NED)                | 150e                      |
| 24                        | Yevgeniy Fedorov (KAZ)        | 91e                       |
| 25                        | Michele Gazzoli (ITA)         | 83e                       |
| 26                        | Alexey Lutsenko (KAZ) (route) | 114e                      |
| 27                        | Christian Scaroni (ITA)       | 36e                       |

| Bora-Hansgrohe BOH | Bora-Hansgrohe BOH     | Bora-Hansgrohe BOH |
| ------------------ | ---------------------- | ------------------ |
| Num                | Coureur                | Pos                |
| 31                 | Danny van Poppel (NED) | 101e               |
| 32                 | Giovanni Aleotti (ITA) | 38e                |
| 33                 | Nico Denz (GER)        | 45e                |
| 34                 | Patrick Gamper (AUT)   | 135e               |
| 35                 | Marco Haller (AUT)     | 37e                |
| 36                 | Ryan Mullen (IRL)      | 156e               |
| 37                 | Matteo Sobrero (ITA)   | 12e                |

| Cofidis COF | Cofidis COF                | Cofidis COF |
| ----------- | -------------------------- | ----------- |
| Num         | Coureur                    | Pos         |
| 41          | Benjamin Thomas (FRA)      | AB          |
| 42          | Thomas Champion (FRA)      | 164e        |
| 43          | Nicolas Debeaumarché (FRA) | 159e        |
| 44          | Simon Geschke (GER)        | 62e         |
| 45          | Stefano Oldani (ITA)       | 98e         |
| 46          | Harrison Wood (GBR)        | 127e        |
| 47          | Axel Zingle (FRA)          | 41e         |

| Team Corratec-Vini Fantini COR | Team Corratec-Vini Fantini COR | Team Corratec-Vini Fantini COR |
| ------------------------------ | ------------------------------ | ------------------------------ |
| Num                            | Coureur                        | Pos                            |
| 51                             | Niccolò Bonifazio (ITA)        | 68e                            |
| 52                             | Davide Baldaccini (ITA)        | 154e                           |
| 53                             | Valerio Conti (ITA)            | 123e                           |
| 54                             | Lorenzo Quartucci (ITA)        | 95e                            |
| 55                             | Kristian Sbaragli (ITA)        | 84e                            |
| 56                             | Kyrylo Tsarenko (UKR)          | 78e                            |
| 57                             | Marco Murgano (ITA)            | 155e                           |

| Decathlon-AG2R La Mondiale DAT | Decathlon-AG2R La Mondiale DAT | Decathlon-AG2R La Mondiale DAT |
| ------------------------------ | ------------------------------ | ------------------------------ |
| Num                            | Coureur                        | Pos                            |
| 61                             | Benoît Cosnefroy (FRA)         | 20e                            |
| 62                             | Edvald Boasson Hagen (NOR)     | 97e                            |
| 63                             | Oliver Naesen (BEL)            | 106e                           |
| 64                             | Dries De Bondt (BEL)           | 110e                           |
| 65                             | Sander De Pestel (BEL)         | 130e                           |
| 66                             | Andrea Vendrame (ITA)          | 74e                            |
| 67                             | Lawrence Warbasse (USA)        | 109e                           |

| EF Education-EasyPost EFE | EF Education-EasyPost EFE | EF Education-EasyPost EFE |
| ------------------------- | ------------------------- | ------------------------- |
| Num                       | Coureur                   | Pos                       |
| 71                        | Alberto Bettiol (ITA)     | 5e                        |
| 72                        | Andrey Amador (CRC)       | 148e                      |
| 73                        | Jonas Rutsch (GER)        | 92e                       |
| 74                        | Harry Sweeny (AUS)        | 79e                       |
| 75                        | Yuhi Todome (JPN)         | 94e                       |
| 76                        | Michael Valgren (DEN)     | 100e                      |
| 77                        | Marijn van den Berg (NED) | 59e                       |

| Groupama-FDJ GFC | Groupama-FDJ GFC        | Groupama-FDJ GFC |
| ---------------- | ----------------------- | ---------------- |
| Num              | Coureur                 | Pos              |
| 81               | Stefan Küng (SUI)       | 23e              |
| 82               | Sven Erik Bystrøm (NOR) | 52e              |
| 83               | Lorenzo Germani (ITA)   | 152e             |
| 84               | Quentin Pacher (FRA)    | 19e              |
| 85               | Laurence Pithie (NZL)   | 15e              |
| 86               | Clément Russo (FRA)     | 124e             |
| 87               | Samuel Watson (GBR)     | 80e              |

| Ineos Grenadiers IGD | Ineos Grenadiers IGD     | Ineos Grenadiers IGD |
| -------------------- | ------------------------ | -------------------- |
| Num                  | Coureur                  | Pos                  |
| 91                   | Filippo Ganna (ITA)      | 40e                  |
| 92                   | Michał Kwiatkowski (POL) | 54e                  |
| 93                   | Jhonatan Narváez (ECU)   | 35e                  |
| 94                   | Tom Pidcock (GBR)        | 11e                  |
| 95                   | Luke Rowe (GBR)          | 131e                 |
| 96                   | Ben Swift (GBR)          | 113e                 |
| 97                   | Salvatore Puccio (ITA)   | AB                   |

| Intermarché-Wanty IWA | Intermarché-Wanty IWA  | Intermarché-Wanty IWA |
| --------------------- | ---------------------- | --------------------- |
| Num                   | Coureur                | Pos                   |
| 101                   | Biniam Girmay (ERI)    | 27e                   |
| 102                   | Lilian Calmejane (FRA) | 53e                   |
| 103                   | Tom Paquot (BEL)       | 162e                  |
| 104                   | Dion Smith (NZL)       | 58e                   |
| 105                   | Mike Teunissen (NED)   | 61e                   |
| 106                   | Gijs Van Hoecke (BEL)  | 144e                  |
| 107                   | Georg Zimmermann (GER) | 39e                   |

| Israel-Premier Tech IPT | Israel-Premier Tech IPT | Israel-Premier Tech IPT |
| ----------------------- | ----------------------- | ----------------------- |
| Num                     | Coureur                 | Pos                     |
| 111                     | Simon Clarke (AUS)      | 18e                     |
| 112                     | Guillaume Boivin (CAN)  | 103e                    |
| 113                     | Jakob Fuglsang (DEN)    | 142e                    |
| 114                     | Hugo Houle (CAN)        | 77e                     |
| 115                     | Ethan Vernon (GBR)      | 90e                     |
| 116                     | Riley Sheehan (USA)     | 107e                    |
| 117                     | Corbin Strong (NZL)     | 17e                     |

| Lidl-Trek LTK | Lidl-Trek LTK              | Lidl-Trek LTK |
| ------------- | -------------------------- | ------------- |
| Num           | Coureur                    | Pos           |
| 121           | Mads Pedersen (DEN)        | 4e            |
| 122           | Jacopo Mosca (ITA)         | 132e          |
| 123           | Ryan Gibbons (RSA) (route) | 136e          |
| 124           | Alex Kirsch (LUX) (route)  | 102e          |
| 125           | Jonathan Milan (ITA)       | 69e           |
| 126           | Toms Skujiņš (LAT)         | 32e           |
| 127           | Jasper Stuyven (BEL)       | 8e            |

| Lotto Dstny LTD | Lotto Dstny LTD          | Lotto Dstny LTD |
| --------------- | ------------------------ | --------------- |
| Num             | Coureur                  | Pos             |
| 131             | Maxim Van Gils (BEL)     | 7e              |
| 132             | Cédric Beullens (BEL)    | 93e             |
| 133             | Victor Campenaerts (BEL) | 29e             |
| 134             | Jasper De Buyst (BEL)    | AB              |
| 135             | Jarrad Drizners (AUS)    | AB              |
| 136             | Pascal Eenkhoorn (NED)   | 70e             |
| 137             | Jacopo Guarnieri (ITA)   | 147e            |

| Movistar Team MOV | Movistar Team MOV     | Movistar Team MOV |
| ----------------- | --------------------- | ----------------- |
| Num               | Coureur               | Pos               |
| 141               | Davide Cimolai (ITA)  | 149e              |
| 142               | Jon Barrenetxea (ESP) | 42e               |
| 143               | Carlos Canal (ESP)    | 49e               |
| 144               | Lorenzo Milesi (ITA)  | 87e               |
| 145               | Manlio Moro (ITA)     | 126e              |
| 146               | Sergio Samitier (ESP) | 160e              |
| 147               | Gonzalo Serrano (ESP) | 26e               |

| Soudal Quick-Step SOQ | Soudal Quick-Step SOQ    | Soudal Quick-Step SOQ |
| --------------------- | ------------------------ | --------------------- |
| Num                   | Coureur                  | Pos                   |
| 151                   | Julian Alaphilippe (FRA) | 9e                    |
| 152                   | Kasper Asgreen (DEN)     | 16e                   |
| 153                   | Mattia Cattaneo (ITA)    | 76e                   |
| 154                   | Josef Černý (CZE)        | 143e                  |
| 155                   | Luke Lamperti (USA)      | 108e                  |
| 156                   | Gianni Moscon (ITA)      | 55e                   |
| 157                   | Casper Pedersen (DEN)    | 13e                   |

| Team dsm-firmenich PostNL DFP | Team dsm-firmenich PostNL DFP | Team dsm-firmenich PostNL DFP |
| ----------------------------- | ----------------------------- | ----------------------------- |
| Num                           | Coureur                       | Pos                           |
| 161                           | Kevin Vermaerke (USA)         | 48e                           |
| 162                           | Patrick Bevin (NZL)           | AB                            |
| 163                           | Pavel Bittner (CZE)           | 82e                           |
| 164                           | Romain Combaud (FRA)          | 72e                           |
| 165                           | Alexander Edmondson (AUS)     | AB                            |
| 166                           | Chris Hamilton (AUS)          | 64e                           |
| 167                           | Martijn Tusveld (NED)         | 151e                          |

| Team Jayco AlUla JAY | Team Jayco AlUla JAY       | Team Jayco AlUla JAY |
| -------------------- | -------------------------- | -------------------- |
| Num                  | Coureur                    | Pos                  |
| 171                  | Michael Matthews (AUS)     | 2e                   |
| 172                  | Lucas Hamilton (AUS)       | 118e                 |
| 173                  | Alessandro De Marchi (ITA) | 117e                 |
| 174                  | Luke Durbridge (AUS)       | 157e                 |
| 175                  | Michael Hepburn (AUS)      | AB                   |
| 176                  | Davide De Pretto (ITA)     | 28e                  |
| 177                  | Luke Plapp (AUS) (route)   | 65e                  |

| Team Polti Kometa PTK | Team Polti Kometa PTK     | Team Polti Kometa PTK |
| --------------------- | ------------------------- | --------------------- |
| Num                   | Coureur                   | Pos                   |
| 181                   | Giovanni Lonardi (ITA)    | 86e                   |
| 182                   | Davide Bais (ITA)         | 81e                   |
| 183                   | Mattia Bais (ITA)         | 122e                  |
| 184                   | Germán Darío Gómez (COL)  | 139e                  |
| 185                   | Mirco Maestri (ITA)       | 44e                   |
| 186                   | Andrea Pietrobon (ITA)    | AB                    |
| 187                   | Diego Pablo Sevilla (ESP) | 51e                   |

| Team Visma \| Lease a Bike TVL | Team Visma \| Lease a Bike TVL   | Team Visma \| Lease a Bike TVL |
| ------------------------------ | -------------------------------- | ------------------------------ |
| Num                            | Coureur                          | Pos                            |
| 191                            | Christophe Laporte (FRA) (route) | AB                             |
| 192                            | Olav Kooij (NED)                 | 14e                            |
| 193                            | Johannes Staune-Mittet (NOR)     | 60e                            |
| 194                            | Tosh Van der Sande (BEL)         | 141e                           |
| 195                            | Mick van Dijke (NED)             | 119e                           |
| 196                            | Tim van Dijke (NED)              | 158e                           |
| 197                            | Julien Vermote (BEL)             | 137e                           |

| Tudor Pro Cycling Team TUD | Tudor Pro Cycling Team TUD | Tudor Pro Cycling Team TUD |
| -------------------------- | -------------------------- | -------------------------- |
| Num                        | Coureur                    | Pos                        |
| 201                        | Matteo Trentin (ITA)       | 21e                        |
| 202                        | Alexander Kamp (DEN)       | 161e                       |
| 203                        | Petr Kelemen (CZE)         | 140e                       |
| 204                        | Arthur Kluckers (LUX)      | AB                         |
| 205                        | Alexander Krieger (GER)    | 138e                       |
| 206                        | Marius Mayrhofer (GER)     | 111e                       |
| 207                        | Rick Pluimers (NED)        | AB                         |

| UAE Team Emirates UAD | UAE Team Emirates UAD       | UAE Team Emirates UAD |
| --------------------- | --------------------------- | --------------------- |
| Num                   | Coureur                     | Pos                   |
| 211                   | Tadej Pogačar (SLO) (route) | 3e                    |
| 212                   | Alessandro Covi (ITA)       | 115e                  |
| 213                   | Isaac Del Toro (MEX)        | 73e                   |
| 214                   | Marc Hirschi (SUI) (route)  | 112e                  |
| 215                   | Domen Novak (SLO)           | 125e                  |
| 216                   | Diego Ulissi (ITA)          | 71e                   |
| 217                   | Tim Wellens (BEL)           | 56e                   |

| Uno-X Mobility UXM | Uno-X Mobility UXM             | Uno-X Mobility UXM |
| ------------------ | ------------------------------ | ------------------ |
| Num                | Coureur                        | Pos                |
| 221                | Alexander Kristoff (NOR)       | 85e                |
| 222                | Jonas Abrahamsen (NOR)         | 34e                |
| 223                | Fredrik Dversnes (NOR) (route) | 47e                |
| 224                | Stian Fredheim (NOR)           | 89e                |
| 225                | Odd Christian Eiking (NOR)     | 33e                |
| 226                | Jonas Iversby Hvideberg (NOR)  | 134e               |
| 227                | Søren Wærenskjold (NOR)        | 133e               |

| VF Group-Bardiani CSF-Faizanè VBF | VF Group-Bardiani CSF-Faizanè VBF | VF Group-Bardiani CSF-Faizanè VBF |
| --------------------------------- | --------------------------------- | --------------------------------- |
| Num                               | Coureur                           | Pos                               |
| 231                               | Davide Gabburo (ITA)              | 96e                               |
| 232                               | Filippo Magli (ITA)               | 50e                               |
| 233                               | Martin Marcellusi (ITA)           | 116e                              |
| 234                               | Alessio Martinelli (ITA)          | 67e                               |
| 235                               | Alessandro Tonelli (ITA)          | 66e                               |
| 236                               | Enrico Zanoncello (ITA)           | 88e                               |
| 237                               | Samuele Zoccarato (ITA)           | 63e                               |

| Bahrain Victorious TBV | Bahrain Victorious TBV    | Bahrain Victorious TBV |
| ---------------------- | ------------------------- | ---------------------- |
| Num                    | Coureur                   | Pos                    |
| 241                    | Matej Mohorič (SLO)       | 6e                     |
| 242                    | Nikias Arndt (GER)        | 46e                    |
| 243                    | Nicolò Buratti (ITA)      | 120e                   |
| 244                    | Matevž Govekar (SLO)      | 145e                   |
| 245                    | Fran Miholjević (CRO)     | 121e                   |
| 246                    | Andrea Pasqualon (ITA)    | 99e                    |
| 247                    | Fred Wright (GBR) (route) | 30e                    |